# 1992 – Die Zukunft ist noch nicht geschrieben
1992 – Die Zukunft ist noch nicht geschrieben ist eine italienische Fernsehserie, die in Deutschland ab dem 11. Juli 2015 von Sky ausgestrahlt wurde. Ihre Handlung setzt sich fort mit den Serien 1993 – Jede Revolution hat ihren Preis sowie 1994 – Willkommen in der Zweiten Republik.

## Inhalt
Im Jahr 1992 beginnen die Staatsanwälte in Mailand mit der Untersuchung des politischen Korruptionsskandals (Mani pulite), der in Italien zum Ende der sogenannten Ersten Republik führte. Die Serie folgt verschiedenen Figuren:
- Leonardo Notte ist ein aalglatter, selbstsüchtiger Werber und will von dem Skandal profitieren.
- Pietro Bosco ist ein Golfkriegsveteran, der von einem Anführer der neuen Partei Lega Nord angeworben und als Kandidat fürs Parlament aufgestellt wird.
- Michele Mainaghi ist ein Mailänder Pharma-Magnat, gegen den die Staatsanwaltschaft ermittelt. Sein Unternehmen verkaufte auch verunreinigtes Blut.
- Veronica Castello ist Mainaghis Geliebte und kämpft für eine Karriere im Fernsehen.
- Luca Pastore ist Polizist und Teil des Ermittlerteams um Staatsanwalt Antonio di Pietro. Er hat sich über Blut aus Mainaghis Unternehmen mit HIV infiziert.
- Rocco Venturi ist ein Polizist mit dunklen Seiten.
- Beatrice Mainaghi ist Michele Mainaghis Tochter und tritt in die Fußstapfen ihres Vaters.

## Besetzung
Die Synchronisation der Serie wurde bei der Studio Hamburg Synchron nach Dialogbüchern und unter der Dialogregie von Engelbert von Nordhausen erstellt.
| Rolle                    | Schauspieler    | Synchronsprecher |
| ------------------------ | --------------- | ---------------- |
| Leonardo Notte           | Stefano Accorsi | Christian Stark  |
| Pietro Bosco             | Guido Caprino   | Marios Gavrilis  |
| Veronica Castello        | Miriam Leone    | Joey Cordevin    |
| Luca Pastore             | Domenico Diele  | Oliver Böttcher  |
| Beatrice „Bibi“ Mainaghi | Tea Falco       | Anne Helm        |
| Rocco Venturi            | Alessandro Roja | Felix Spieß      |
| Antonio Di Pietro        | Antonio Gerardi | Clemens Gerhard  |

## Veröffentlichung in Deutschland
Die Serie wurde durch Polyband Medien am 27. Mai 2016 auf DVD und Blu-Ray veröffentlicht.

## Rezeption
In der ZEIT lobt Carolin Ströbele die „dicht erzählten und grandios besetzten Folgen“. Die Serie biete aber nicht nur „brillante Erzählkunst“, sondern sei auch „eine hoch spannende Geschichtsstunde der jüngeren italienischen Vergangenheit.“ So zeige 1992, „wie die Zerschlagung von Filz und Korruption in Italien eben nicht zu einer transparenteren, gerechteren Gesellschaft führte, sondern den Weg zum System Berlusconi ebnete.“
In der Süddeutschen Zeitung schreibt Stefan Ulrich, dass es den Produzenten gelinge, „die Mechanismen von Macht, Verführung und Korruption in Italien aufzudecken, die bis heute fortwirken“. Dabei enthalte sich 1992 politischer Beurteilungen. Ulrich kritisiert aber, dass die historischen Fakten „oft eher vorausgesetzt als erklärt“ werden, was gerade für nichtitalienische Zuschauer verwirrend sein könne. Insgesamt bewertet Ulrich die Serie als „allzu komplex“.
In der Frankfurter Allgemeinen Zeitung hebt Ursula Scheer die schauspielerische Präsenz von Guido Caprino hervor. Sie kritisiert allerdings, „die Verbindungen zwischen den Figuren“ seien „oft mutwillig konstruiert“. Von der „Wucht ‚Gomorrhas‘“ sei die Serie „weit entfernt“. Dafür lobt Scheer, dass 1992 nicht urteile oder einen Ausweg weise, sondern nur feststelle: „Sich so ohne Läuterung der eigenen Geschichte zu stellen, das hat Größe.“ Es entstehe „ein Bild davon, wie das große Ganze ins Rutschen gerät.“